# Brick Mansions
Brick Mansions è un film del 2014 diretto da Camille Delamarre.
Si tratta del remake del film del 2004 Banlieue 13 diretto da Pierre Morel e prodotto come questo da Luc Besson.

## Trama
Nel 2018, Detroit è una città sull'orlo del collasso, travolta dal crimine e dall’abbandono. Uno dei quartieri più pericolosi, chiamato Brick Mansions, viene isolato dal resto della città tramite un alto muro per contenerne la violenza. In questa “zona proibita”, abbandonata dalle istituzioni, bande armate e criminalità organizzata dominano incontrastate. Damien Collier, agente di polizia sotto copertura, è determinato a combattere la corruzione e a fare giustizia per la morte del padre, ucciso anni prima. Dall’altro lato del muro vive Lino Duppre, ex detenuto di origini franco-caraibiche, cerca invece di vivere onestamente nonostante le continue minacce. Dopo aver distrutto un grande carico di eroina appartenente al boss della droga Tremaine Alexander Lino si attira la sua vendetta ed, infatti, Tremaine fa rapire Lola, la fidanzata di Lino, per attirarlo in trappola. 
Lino riesce a liberarla e cattura lo stesso Tremaine, portandolo al muro di confine per consegnarlo alla polizia. Ma il piano si rovescia quando il capo della polizia, segretamente colluso con Tremaine, lo rilascia e fa arrestare Lino. Lino, in preda alla rabbia, allora, uccide il capo della polizia. 
Nel frattempo, Tremaine ad annuncia di essere in possesso una testata nucleare minacciando di lanciarla su Detroit se non otterrà un ingente riscatto. Le autorità, allarmate, inviano Damien sotto copertura come prigioniero, con la missione di liberare Lino e collaborare con lui per neutralizzare la minaccia. I due riescono a evadere da un furgone della polizia ma all’inizio si scontrano, sia fisicamente che ideologicamente ma, a poco a poco, imparano a fidarsi e a lavorare insieme, nonostante Lino intuisca subito che Damien sia un poliziotto sotto copertura. Insieme affrontano nemici armati, inseguimenti e combattimenti acrobatici tra i tetti e i cunicoli di Brick Mansions, per salvare Lola e impedire la catastrofe. Durante la missione, Damien scopre che il vero piano del sindaco era distruggere Brick Mansions, non salvare la città. Le rivelazioni sulla morte del padre e sul complotto edilizio spingono Damien e Lino ad agire insieme per smascherare la verità e ripristinare la giustizia, un passo che cambierà il destino dell’intero quartiere.